# 1914 في بيرو
فيما يلي قوائم الأحداث التي وقعت خلال عام 1914 في بيرو.

## سياسة

### تعيين في المنصب
- 1 يناير – خوسيه باردو ذ باريدا rector of the National University of San Marcos  [لغات أخرى]‏.
- 4 فبراير – أوسكار بينافيدس رئيس بيرو.

### انتهاء فترة المنصب
- 4 فبراير – بيلينجورست أنجولو رئيس بيرو.

## رياضة
- 1 يناير – الدوري البيروفي لكرة القدم 1914 الفائز Lima Cricket and Football Club [الإنجليزية]‏.

## مواليد

### سبتمبر
- 20 سبتمبر – فيليبي ماك غريغور قس بيروفي.